# Akalasi
Akalasi är en sällsynt sjukdom i matstrupen och övre magmunnen som innebär att motoriken är störd. De muskler som ska föra maten vidare till magsäcken står istället i ständig kramp, vilket hindrar födan från att passera felfritt. Detta leder till att maten stockar sig i matstrupen, det blir svårt att äta och ibland även dricka. Symptom är bland annat dysfagi (sväljsvårigheter), bröstsmärtor och avmagring på grund av att personen inte får i sig tillräckligt med föda. 
Vid akalasi kan inte övre delen av magsäcken (cardia) vidga sig då en tugga ska ner från matstrupen till magsäcken. Orsaken är avsaknad av nerver och nervreglering i övre delen av magsäcken. För att maten ska kunna ta sig till magsäcken blir matstrupen kraftigt utvidgad. Den drabbade har svårt att svälja och har kräkningar. Stress förvärrar sjukdomen. 
Röntgenundersökning av matstrupen, med filmande av sväljning görs. Även tryckmätning i matstrupen görs. Operation av cardia med åtföljande vidgning av övre delen av magsäcken eller injektion av botulinumtoxin i övre delen av magsäcken är gängse behandling.